# Hermann von Riewel
Hermann von Riewel (* 8. Dezember 1832 in Leipzig; † 16. Dezember 1897 in Wien) war ein deutsch-österreichischer Architekt, k.k. Baurat und Professor.

## Leben
Riewel studierte an der Höheren Gewerbeschule Kassel bei Georg Gottlob Ungewitter und ein Jahr an der Akademie der bildenden Künste Leipzig. Nach einer Studienreise durch Deutschland und Oberitalien kam er 1856 nach Wien, wo er eine Stelle bei Ludwig Förster bekam und für dessen „Allgemeine Bauzeitung“ die Entwürfe von Heinrich von Ferstel, Friedrich von Schmidt und Vincenz Statz für die Wiener Votivkirche radierte. 1857 wurde er vom Architekten Heinrich von Ferstel, der gerade die neugotische Votivkirche in Wien errichtete, als Hauptzeichner aufgenommen. Als 1871 der Bauführer der Votivkirche Joseph Kranner starb, übernahm Riewel dessen Posten.
Als selbständiger Architekt plante er vor allem neugotische Einrichtungen und Ausstattungen beziehungsweise Restaurierungen von (gotischen) Sakralbauten in Niederösterreich, unter anderem bei den Pfarrkirchen in Haag (Regotisierung; 1878–1893), Zistersdorf (um Chor und Turm erweitert; 1880), Neuhofen an der Ybbs (Renovierung; 1882) und St. Pantaleon (Regotisierung innen und außen; 1889–1892/93).
1886 wurde Riewel Konservator der k. k. Central-Commission für Erforschung und Erhaltung der Kunst- und historischen Denkmale. Außerdem war er auch Professor und Fachvorstand an der k. k. Staats-Gewerbeschule in Wien, Vorgänger der heutigen Universität für angewandte Kunst. 1879 erfolgte die Erhebung in den Ritterstand.
Riewel heiratete Louise Hänel (1837–1907) und hatte drei Kinder.

## Werke
- 1878–1893 Regotisierung der Pfarrkirche Haag
- 1880 Erweiterung um Chor und Turm der Stadtpfarrkirche Zistersdorf
- 1882–1895 Renovierung der Pfarrkirche Neuhofen an der Ybbs
- 1883–1893 Restaurierung der Pfarrkirche Hollenburg
- 1889–1893 Regotisierung innen und außen der Pfarrkirche St. Pantaleon in Niederösterreich